# Karwie (Mrągowo)
Karwie [ˈkarvjɛ] (deutsch Karwen) ist ein Dorf in der polnischen Woiwodschaft Ermland-Masuren und gehört zur Gmina Mrągowo (Landgemeinde Sensburg) im Powiat Mrągowski (Kreis Sensburg).

## Geographische Lage
Karwie liegt am Ostufer des Karwsees (auch: Karwer Seepolnisch Jezioro Karw) in der südlichen Mitte der Woiwodschaft Ermland-Masuren, fünf Kilometer südwestlich der Kreisstadt Mrągowo (deutsch Sensburg).

## Geschichte
Das ursprünglich Karffen, nach 1585 Karben und nach 1843 Carwen genannte Dorf wurde 1555 gegründet.  Karwen war von 1874 bis 1945 in den Amtsbezirk Grabowen (polnisch Grabowo) eingegliedert, der – 1938 in „Amtsbezirk Grabenhof“ umbenannt – zum Kreis Sensburg im Regierungsbezirk Gumbinnen (ab 1905: Regierungsbezirk Allenstein) in der preußischen Provinz Ostpreußen gehörte.
1910 waren in der Gemeinde Karwen 520 Einwohner gemeldet. Ihre Zahl verringerte sich bis 1933 auf 469 und belief sich 1939 noch auf 419.
Aufgrund der Bestimmungen des Versailler Vertrags stimmte die Bevölkerung in den Volksabstimmungen in Ost- und Westpreussen am 11. Juli 1920 über die weitere staatliche Zugehörigkeit zu Ostpreußen (und damit zu Deutschland) oder den Anschluss an Polen ab. In Karwen stimmten 360 Einwohner für den Verbleib bei Ostpreußen, auf Polen entfielen keine Stimmen.
Mit dem gesamten südlichen Ostpreußen wurde Karwen 1945 in Kriegsfolge an Polen überstellt und erhielt die polnische Namensform „Karwie“. Heute ist das Dorf Sitz eines Schulzenamtes (polnisch Sołectwo) und somit eine Ortschaft im Verbund der Gmina Mrągowo (Landgemeinde Sensburg) im Powiat Mrągowski (Kreis Sensburg), bis 1998 der Woiwodschaft Olsztyn (Allenstein), seither der Woiwodschaft Ermland-Masuren zugehörig. Im Jahre 2011 zählte Karwie 313 Einwohner.

## Kirche
Bis 1945 war Karwen in die evangelische Pfarrkirche Sensburg in der Kirchenprovinz Ostpreußen der Kirche der Altpreußischen Union sowie in die katholische Kirche St. Adalbert Sensburg im Bistum Ermland eingepfarrt. 
Der Bezug zu dem jetzt allerdings St.-Trinitatis-Kirche genannten evangelischen Gotteshaus in Mrągowo besteht auch heute noch. Nur gehört es jetzt zur Diözese Masuren der Evangelisch-Augsburgischen Kirche in Polen. Katholischerseits gehört Karwie jetzt zur Pfarrei Grabowo (Grabowen, 1938 bis 1945 Grabenhof) im jetzigen Erzbistum Ermland in der polnischen katholischen Kirche.

## Verkehr
Karwie liegt an der Woiwodschaftsstraße 600, die die beiden Regionen Mrągowo (Sensburg) und Szczytno (Ortelsburg) miteinander verbindet. Eine Nebenstraße führt von der Landesstraße 16 (einstige deutsche Reichsstraße 127) von Bagienice (Alt Bagnowen, 1938 bis 1945 Althöfen) direkt nach Karwie. Der Ort ist nicht an das Schienennetz angeschlossen.